# Il microfono è vostro (programma radiofonico)
Il microfono è vostro è stato un programma radiofonico italiano degli anni cinquanta.

## Il programma
La formula del programma era quella di far esibire degli artisti dilettanti, dando loro il classico "quarto d'ora di celebrità".
La trasmissione aveva anche il secondo fine di cercare nuovi talenti, visto che durante gli anni della seconda guerra mondiale e dell'immediato Dopoguerra non era stato possibile organizzare un reclutamento capillare di giovani artisti. Perciò i dilettanti non venivano giudicati dal pubblico ma da una giuria.
Il programma era presentato da Nunzio Filogamo che iniziava ogni puntata con il celebre saluto "Cari amici vicini e lontani buonasera, buonasera ovunque voi siate".
A conferma della sua popolarità, la trasmissione ispirò l'omonimo film del 1951 di Giuseppe Bennati.